# Le Nouvel Observateur
Le Nouvel Observateur (a menudo abreviado a Le Nouvel Obs) es un semanario francés de actualidad, perteneciente al grupo Perdriel. Su primer número se publicó en 1964, y actualmente es la revista de información general con sede en París con mayor tirada (en torno a 540.000 ejemplares). Cubre la actualidad política, económica y literaria, y presenta una amplia cobertura de temas políticos, comerciales y culturales de Europa, África y el Oriente Medio. Se le considera de ideología socialdemócrata.

## Historia
Tiene su origen es el semanario de 24 páginas L'Observateur politique, économique et littéraire, publicado desde el 13 de abril de 1950 con una tirada de 20.000 ejemplares. Fue fundado por antiguos resistentes, Gilles Martinet de la AFP, Roger Stéphane, Claude Bourdet y Hector de Galard de Combat y la colaboración de Jean-Paul Sartre. Pasó a llamarse l'Observateur aujourd'hui en 1953, y después France Observateur en 1954. En la Francia de la posguerra, impregnada del espíritu de la resistencia de izquierda, France Observateur se afirmó como un periódico controvertido al exponer la necesidad de otorgar la independencia a las colonias y denunciar los escándalos. El medio alcanza los 100.000 ejemplares.
A principios de 1964, France Observateur agonizaba debido a dificultades financieras. El industrial Claude Perdriel y el periodista y escritor Jean Daniel decidieron relanzar el semanario, que cambió su nombre por Le Nouvel Observateur el 19 de noviembre de 1964.
El nuevo estatuto de la revista, adoptado en junio de 2004, en el cuadragésimo aniversario de su fundación, describe así sus principios:
« [...] Le Nouvel Observateur es un semanario cultural y político cuya orientación se inscribe en el movimiento socialdemócrata. Una tradición constantemente preocupada por compaginar el respeto de las libertades con la búsqueda de la justicia social.»
Su línea editorial actual está presidida por dos de sus cofundadores, Jean Daniel y Claude Perdriel. También cuenta con dos redactores jefes, Laurent Joffrin y Serge Lafaurie, así como una directora general, Jacqueline Galvez. André Gorz y otros periodistas que habían abandonado L'Express contribuyeron a fundar la publicación.

## Publicaciones relacionadas
Le Nouvel Observateur también publica ParisObs, un suplemento de información general, también semanal, centrado en París y la región de la Isla de Francia.
El suplemento TéléCinéObs cuenta con artículos del ámbito de la televisión y el cine.
Por último, Challenges es una revista internacional de negocios publicada de forma quincenal por Le Nouvel Observateur desde 1982. Incluye información sobre empresas de todo el mundo y sus altos cargos a nivel de director general.